# Typ R.4 (tramwaje w Timișoarze)
Typ R.4 – typ wagonów tramwajowych doczepnych eksploatowanych dawniej na torowiskach sieci tramwajowej w Timișoarze w Rumunii.
W 1960 r. ówczesne przedsiębiorstwo Întreprinderea Comunală Oraș Timișoara (I.C.O.T.) otrzymało dziesięć używanych, dwuosiowych, normalnotorowych doczep od firmy Întreprinderea de Transport București (I.T.B.) będącej operatorem sieci tramwajowej w Bukareszcie. W rumuńskiej stolicy wagony były oznaczone jako Typ V08. O zakupie wagonów wspomniano w wydaniu timișoarskiej gazecie „Drapelul roșu” z dnia 9 kwietnia 1960 r. Długie na 6700 mm i szerokie na 2040 mm wagony jednokierunkowe z nadwoziem o konstrukcji drewnianej i blaszanym poszyciu były pierwszymi używanymi tramwajami w Timișoarze. Sprowadzone wagony, pochodzące z 1911 r., musiały przed wprowadzeniem do ruchu przejść remont, gdyż ich stan techniczny spowodowany wieloletnią eksploatacją był zły; jeden z egzemplarzy przeznaczono wyłącznie na części zamienne. 21 września 1960 r. ukończono remont pierwszych dwóch tramwajów, a pozostałych siedem znajdowało się wciąż w renowacji. Początkowo przewoźnik I.C.O.T. nadał wagonom serii R.4 następujące numery taborowe: 1, 2, 3, 5, 6, 9, 10, 12 oraz 14. Po 1964 r. tramwajom przyporządkowano numery z zakresu 11–19.
Pochodzące z Bukaresztu wagony doczepne łączono w składy z wagonami silnikowymi typu V54, Pionier, V58 oraz T1-62. Niektóre z doczep wykorzystywano także to tworzenia składów trójwagonowych. W Timișoarze wagony serii R.4 kursowały jedynie kilka lat: już w 1967 r. wycofano z ruchu pierwsze trzy egzemplarze (11, 18 i 19), a 1968 r. służbę liniową zakończyły pozostałe tramwaje (12–17). Do dziś nie zachował się ani jeden tramwaj typu R.4.
Oprócz Timișoary także Braiła otrzymała 14 używanych wagonów tego typu z Bukaresztu; w nowym miejscu eksploatacji tramwaje otrzymały numery z zakresu 24–37. Kolejnych 17 egzemplarzy dostarczono do Aradu w latach 1961–1964, gdzie zmieniono w nich rozstaw wózków na 1000 mm i nadano numery 27–41, 44 i 45.